# Heptatlón
El heptatlón es una de las pruebas combinadas del atletismo, la competición consta de siete disciplinas  diferentes que se realizan en dos días consecutivos y por el mismo atleta.
La disciplina del heptatlón femenino fue creada en 1980, aunque sus orígenes se remontan a los Juegos Olímpicos de Tokio de 1964, cuando se estableció la prueba de pentatlón.
Es la prueba combinada para mujeres incluida en el programa de atletismo en los Juegos Olímpicos y el Campeonato Mundial de Atletismo de la IAAF.
Existen dos tipos diferentes de heptatlón, dependiendo de si se realiza en pista cubierta o al aire libre.

## Heptatlón aire libre
Esta prueba se realiza oficialmente en campeonatos por atletas mujeres.
El primer día se disputan las siguientes pruebas y en este orden:
- 100 m vallas
- Salto de altura
- Lanzamiento de peso
- 200 metros lisos

En el segundo día:
- Salto de longitud
- Lanzamiento de jabalina
- 800 metros lisos

## Heptatlón pista cubierta
Prueba masculina que se realiza en campeonatos de atletismo de pista cubierta.
El primer día se disputan las siguientes pruebas en este orden:
- 60 metros
- Salto de longitud
- Lanzamiento de peso
- Salto de altura

En el segundo día:
- 60 metros vallas
- Salto con pértiga
- 1000 metros

## Evolución del récord mundial de Heptatlón
La tabla de puntuaciones del heptatlón ha sufrido modificaciones a lo largo de la historia, la última de ellas en 1985. La siguiente tabla muestra todos los récords mundiales conseguidos en esta prueba con la puntuación vigente en el momento de obtenerlos, así como el equivalente en el sistema de puntuación vigente en la actualidad.

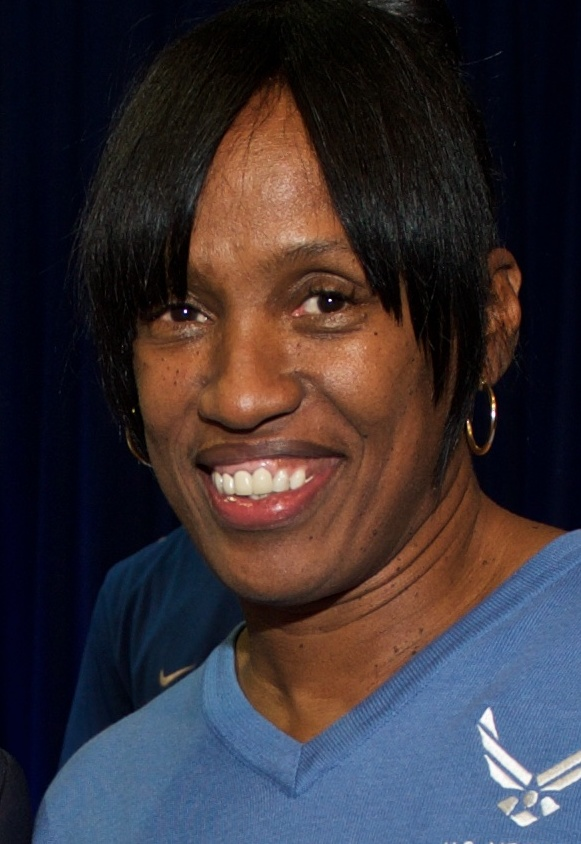
Jackie Joyner-Kersee, actual plusmarquista mundial desde septiembre de 1988.

| Puntos | Ajuste puntos | Atleta               | Fecha                    | Ciudad       |
| ------ | ------------- | -------------------- | ------------------------ | ------------ |
| 6716   | 6788          | Ramona Neubert       | 28 de junio de 1981      | Kiev         |
| 6773   | 6845          | Ramona Neubert       | 20 de junio de 1982      | Halle        |
| 6836   | 6935          | Ramona Neubert       | 19 de junio de 1983      | Moscú        |
| 6867   | 6946          | Sabine Paetz         | 6 de mayo de 1984        | Potsdam      |
| 7148   | 7148          | Jackie Joyner        | 7 de julio de 1986       | Moscú        |
| 7158   | 7158          | Jackie Joyner        | 2 de agosto de 1986      | Houston      |
| 7215   | 7215          | Jackie Joyner-Kersee | 16 de julio de 1988      | Indianápolis |
| 7291   | 7291          | Jackie Joyner-Kersee | 24 de septiembre de 1988 | Seúl         |

## Atletas con mejores marcas mundiales
- Actualizado a 5 de junio de 2025[3]

| Ranking | Marca | Atleta                    | Lugar     | Fecha                    |
| ------- | ----- | ------------------------- | --------- | ------------------------ |
| 1       | 7291  | Jackie Joyner-Kersee      | Seúl      | 24 de septiembre de 1988 |
| 2       | 7032  | Carolina Klüft            | Osaka     | 26 de agosto de 2007     |
| 2       | 7032  | Anna Hall                 | Götzis    | 1 de junio de 2025       |
| 4       | 7013  | Nafissatou Thiam          | Götzis    | 28 de mayo de 2017       |
| 5       | 7007  | Larisa Nikitina           | Bryansk   | 11 de junio de 1989      |
| 6       | 6985  | Sabine Braun              | Götzis    | 31 de mayo de 1992       |
| 7       | 6981  | Katarina Johnson-Thompson | Doha      | 3 de octubre de 2019     |
| 8       | 6955  | Jessica Ennis-Hill        | Londres   | 4 de agosto de 2012      |
| 9       | 6946  | Sabine Paetz              | Potsdam   | 6 de junio de 1984       |
| 10      | 6942  | Ghada Shouaa              | Götzis    | 26 de mayo de 1996       |
| 11      | 6935  | Ramona Neubert            | Moscú     | 19 de junio de 1983      |
| 12      | 6889  | Eunice Barber             | Arlés     | 5 de junio de 2005       |
| 13      | 6867  | Anouk Vetter              | Eugene    | 18 de julio de 2022      |
| 14      | 6859  | Natalya Shubenkova        | Kiev      | 21 de junio de 1984      |
| 15      | 6858  | Anke Behmer               | Seúl      | 24 de septiembre de 1988 |
| 16      | 6847  | Irina Belova              | Barcelona | 2 de agosto de 1992      |
| 17      | 6836  | Carolin Schäfer           | Götzis    | 28 de mayo de 2017       |
| 18      | 6832  | Lyudmila Blonska          | Osaka     | 26 de agosto de 2007     |
| 19      | 6831  | Denise Lewis              | Götzis    | 30 de julio de 2000      |
| 20      | 6815  | Laura Ikauniece-Admidiņa  | Götzis    | 28 de mayo de 2017       |
| 21      | 6808  | Brianne Theisen-Eaton     | Götzis    | 31 de mayo de 2015       |
| 22      | 6803  | Jane Frederick            | Talence   | 16 de septiembre de 1984 |
| 23      | 6778  | Nataliya Dobrynska        | Barcelona | 31 de julio de 2010      |
| 24      | 6765  | Yelena Prokhorova         | Tula      | 23 de julio de 2000      |
| 25      | 6742  | Yorgelis Rodríguez        | Götzis    | 27 de mayo de 2018       |

## Medallistas en Juegos Olímpicos
El Heptatlón reemplazó como prueba olímpica al Pentatlón femenino que se efectuó desde Tokio 1964 hasta Moscú 1980.
| Edición             | Oro                                   | Plata                                   | Bronce                              |
| ------------------- | ------------------------------------- | --------------------------------------- | ----------------------------------- |
| Los Ángeles 1984    | Glynis Nunn · Australia               | Jackie Joyner · Estados Unidos          | Sabine Everts · Alemania Occidental |
| Seúl 1988           | Jackie Joyner-Kersee · Estados Unidos | Sabine John · Alemania Oriental         | Anke Behmer · Alemania Oriental     |
| Barcelona 1992      | Jackie Joyner-Kersee · Estados Unidos | Irina Belova · Equipo Unificado         | Sabine Braun · Alemania             |
| Atlanta 1996        | Ghada Shouaa · Siria                  | Natalya Sazanovich · Bielorrusia        | Denise Lewis · Reino Unido          |
| Sídney 2000         | Denise Lewis · Reino Unido            | Yelena Prokhorova · Rusia               | Natalya Sazanovich · Bielorrusia    |
| Atenas 2004         | Carolina Klüft · Suecia               | Austra Skujytė · Lituania               | Kelly Sotherton · Reino Unido       |
| Pekín 2008          | Nataliya Dobrynska · Ucrania          | Hyleas Fountain · Estados Unidos        | Tatyana Chernova · Rusia            |
| Londres 2012        | Jessica Ennis · Reino Unido           | Lilli Schwarzkopf · Alemania            | Tatyana Chernova · Rusia            |
| Río de Janeiro 2016 | Nafissatou Thiam · Bélgica            | Jessica Ennis-Hill · Reino Unido        | Brianne Theisen-Eaton · Canadá      |
| Tokio 2020          | Nafissatou Thiam · Bélgica            | Anouk Vetter · Países Bajos             | Emma Oosterwegel · Países Bajos     |
| París 2024          | Nafissatou Thiam · Bélgica            | Katarina Johnson-Thompson · Reino Unido | Noor Vidts · Bélgica                |

## Campeonas mundiales
- Ganadoras en el Campeonato Mundial de Atletismo.

| Edición         | Oro                       | Plata                 | Bronce                   |
| --------------- | ------------------------- | --------------------- | ------------------------ |
| Helsinki 1983   | Ramona Neubert            | Sabine John           | Anke Behmer              |
| Roma 1987       | Jackie Joyner-Kersee      | Larisa Nikitina       | Jane Frederick           |
| Tokio 1991      | Sabine Braun              | Liliana Năstase       | Irina Belova             |
| Stuttgart 1993  | Jackie Joyner-Kersee      | Sabine Braun          | Svetlana Buraga          |
| Gotemburgo 1995 | Ghada Shouaa              | Svetlana Moskalets    | Rita Ináncsi             |
| Atenas 1997     | Sabine Braun              | Denise Lewis          | Remigija Nazarovienė     |
| Sevilla 1999    | Eunice Barber             | Denise Lewis          | Ghada Shouaa             |
| Edmonton 2001   | Yelena Prokhorova         | Natalya Sazanovich    | Shelia Burrell           |
| París 2003      | Carolina Klüft            | Eunice Barber         | Natalya Sazanovich       |
| Helsinki 2005   | Carolina Klüft            | Eunice Barber         | Margaret Simpson         |
| Osaka 2007      | Carolina Klüft            | Lyudmila Blonska      | Kelly Sotherton          |
| Berlín 2009     | Jessica Ennis             | Jennifer Oeser        | Kamila Chudzik           |
| Daegu 2011      | Tatyana Chernova          | Jessica Ennis         | Jennifer Oeser           |
| Moscú 2013      | Hanna Melnychenko         | Brianne Theisen-Eaton | Dafne Schippers          |
| Pekín 2015      | Jessica Ennis-Hill        | Brianne Theisen-Eaton | Laura Ikauniece-Admidiņa |
| Londres 2017    | Nafissatou Thiam          | Carolin Schäfer       | Anouk Vetter             |
| Doha 2019       | Katarina Johnson-Thompson | Nafissatou Thiam      | Verena Preiner           |
| Oregón 2022     | Nafissatou Thiam          | Anouk Vetter          | Anna Hall                |
| Budapest 2023   | Katarina Johnson-Thompson | Anna Hall             | Anouk Vetter             |

## Mejor marca por temporada

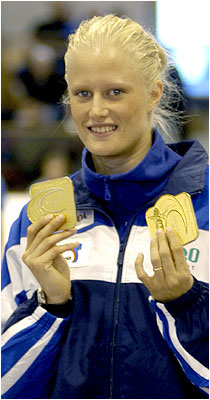
Carolina Klüft.

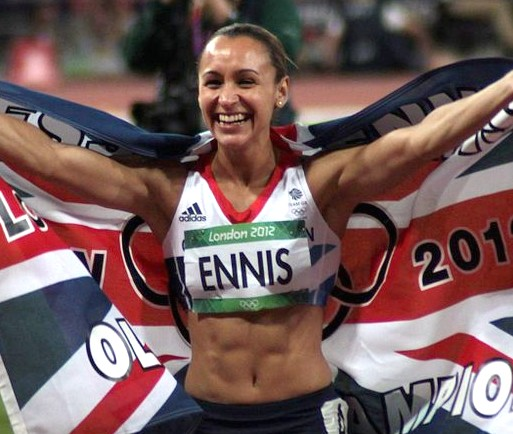
Jessica Ennis en Londres 2012.

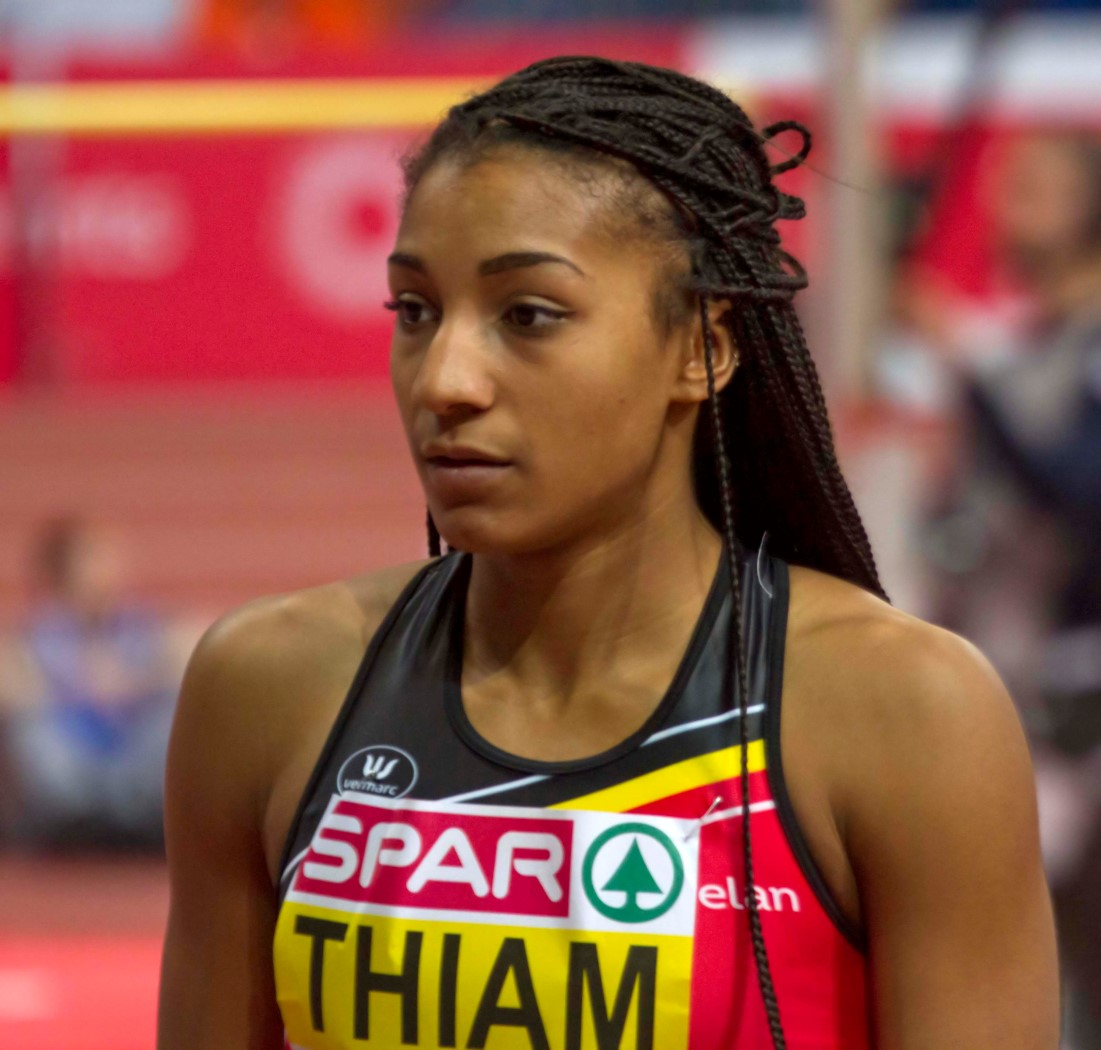
Nafissatou Thiam en 2017.

- Mejor marca por temporada.[4]

| Año  | Marca | Atleta                    | Lugar          |
| ---- | ----- | ------------------------- | -------------- |
| 1980 | 6049  | Zoya Spasovkhodskaya      | Pyatigorsk     |
| 1981 | 6788  | Ramona Neubert            | Kiev           |
| 1982 | 6845  | Ramona Neubert            | Halle          |
| 1983 | 6935  | Ramona Neubert            | Moscú          |
| 1984 | 6946  | Sabine Paetz              | Potsdam        |
| 1985 | 6718  | Jackie Joyner-Kersee      | Baton Rouge    |
| 1986 | 7158  | Jackie Joyner-Kersee      | Houston        |
| 1987 | 7128  | Jackie Joyner-Kersee      | Roma           |
| 1988 | 7291  | Jackie Joyner-Kersee      | Seúl           |
| 1989 | 7007  | Larisa Nikitina           | Bryansk        |
| 1990 | 6783  | Jackie Joyner-Kersee      | Seattle        |
| 1991 | 6878  | Jackie Joyner-Kersee      | Nueva York     |
| 1992 | 7044  | Jackie Joyner-Kersee      | Barcelona      |
| 1993 | 6837  | Jackie Joyner-Kersee      | Stuttgart      |
| 1994 | 6741  | Heike Drechsler           | Talence        |
| 1995 | 6715  | Ghada Shouaa              | Götzis         |
| 1996 | 6942  | Ghada Shouaa              | Götzis         |
| 1997 | 6787  | Sabine Braun              | Ratingen       |
| 1998 | 6559  | Denise Lewis              | Budapest       |
| 1999 | 6861  | Eunice Barber             | Sevilla        |
| 2000 | 6842  | Eunice Barber             | Götzis         |
| 2001 | 6736  | Eunice Barber             | Götzis         |
| 2002 | 6542  | Carolina Klüft            | Múnich         |
| 2003 | 7001  | Carolina Klüft            | Saint-Denis    |
| 2004 | 6952  | Carolina Klüft            | Atenas         |
| 2005 | 6889  | Eunice Barber             | Arlés          |
| 2006 | 6740  | Carolina Klüft            | Gothenburg     |
| 2007 | 7032  | Carolina Klüft            | Osaka          |
| 2008 | 6733  | Nataliya Dobrynska        | Pekín          |
| 2009 | 6731  | Jessica Ennis             | Berlín         |
| 2010 | 6823  | Jessica Ennis             | Barcelona      |
| 2011 | 6790  | Jessica Ennis             | Götzis         |
| 2012 | 6955  | Jessica Ennis             | Londres        |
| 2013 | 6623  | Tatyana Chernova          | Kazán          |
| 2014 | 6682  | Katarina Johnson-Thompson | Götzis         |
| 2015 | 6808  | Brianne Theisen-Eaton     | Götzis         |
| 2016 | 6810  | Nafissatou Thiam          | Río de Janeiro |
| 2017 | 7013  | Nafissatou Thiam          | Götzis         |
| 2018 | 6816  | Nafissatou Thiam          | Berlín         |
| 2019 | 6981  | Katarina Johnson-Thompson | Doha           |
| 2020 | 6419  | Ivona Dadic               | Götzis         |
| 2021 | 6791  | Nafissatou Thiam          | Tokio          |
| 2022 | 6947  | Nafissatou Thiam          | Eugene         |
| 2023 | 6988  | Anna Hall                 | Götzis         |
| 2024 | 6880  | Nafissatou Thiam          | París          |